# Oreonesion testui
Oreonesion testui är en gentianaväxtart som beskrevs av A. Raynal. Oreonesion testui ingår i släktet Oreonesion och familjen gentianaväxter. Inga underarter finns listade i Catalogue of Life.